# Gemensamt Taktiskt Radiosystem
Gemensamt taktiskt radiosystem (GTRS), är den svenska försvarsmaktens nya radionät. Det är en mobil trådlös infrastruktur för kommunikation baserad på mjukvarudefinierad radio. Införandet av GTRS i försvarsmakten möjliggör skapandet av situationsanpassade taktiska radiosystem. GTRS följer riktlinjerna i standarden Software Communications Architecture (SCA) som är ett ramverk som beskriver hur hårdvara och mjukvara ska samverka. 
Samtidig som det nya radiosystemet håller på att införas inom försvarsmakten har det tillkommit ny utrustning i form av "Satellit Kommunikation"(SatCom). Som även fungerar i Telesystem 9000. Samt en ny handhållen radioenhet som går under namnet (EH2R).

### Webbkällor
- ”Militären satsar på mjukvaruradio”. Elektroniktidningen. 26 september 2007. http://www.etn.se/index.php?option=com_content&task=view&id=22512&Itemid=87.
- ”Taktisk radiokommunikation för framtiden”. http://www.mil.se/sv/I-Sverige/Utbildningsforband/Norrbottens-regemente-I-19/Nyheter/Taktisk-radiokommunikation-for-framtiden. Läst 27 januari 2009.